# CHOP
CHOP은 비호지킨 림프종 (non-Hodgkin lymphoma) 항암제 요법 중 하나이다. CHOP은 쓰이는 네 가지 약물, 즉 사이클로포스파미드 (cyclophosphamide), 하이드록시도노루비신 (hydroxydaunorubicin), 온코빈 (Oncovin), 프레드니손 (prednisone)의 약자다.

## 사용 및 적응증
CHOP의 구성 요소는 다음과 같다:
- 사이클로포스파미드 - 알킬화제로 DNA 이중 나선을 교차 연결시킴.
- 하이드록시도노루비신 - 독소루비신 (doxorubicin), 또는 아드리아마이신 (Adriamycin)이라고도 하며, DNA 이중 나선 사이에 끼어드는 작용을 함.
- 온코빈 - 빈크리스틴 (vincristine)의 상품명. 튜블린 (tubulin) 단백질에 작용하여 세포 분열을 막음.
- 프레드니손 또는 프레드니솔론 (prednisolone) - 코르티코스테로이드 (corticosteroid)의 한 종류.

정상 세포들은 이들 약으로 인한 손상을 암세포보다 더 빠르게 치유할 수 있다.
이 약들은 B세포 기원 림프종에 한해 단일클론항체인 리툭시맙 (rituximab)과 함께 쓰이기도 한다; 이 경우 이 요법을 R-CHOP, 또는 CHOP-R이라고 한다. 일반적으로, 약은 2-3주 간 투여된다 (각각 CHOP-14, CHOP-21이라고 부른다). 세 번 투여 이후에는 CT를 통해 치료 효과를 판단한다.
심혈관계 질환을 가졌던 환자의 경우, 독소루비신은 심장독성이 있어 CHOP에서 제외된다. 그 경우는 COP 또는 CVP라고 불리게 된다.

## 부작용 및 합병증
부작용은 심하지 않은 편이다. 오심 및 구토가 일어날 수 있으며, 이 경우 온단세트론 (ondansetron) 같은 진토제 (antiemetic)를 처방한다. 출혈성 방광염 (hemorrhagic cystitis)의 경우 메스나 (mesna)를 처방한다. 탈모증도 흔하게 온다.
중성구감소증 (neutropenia)은 치료 2주차에 자주 찾아온다. 이 기간에는, 시프로플록사신 (ciprofloxacin) 같은 항생제가 예방 차원에서 처방된다.
만약 발열이 이 시기에 일어나면, 패혈증을 예방하기 위해 응급 조치가 필요하다.
암세포가 빠르게 괴사할 때 일어나는 종양 용해 증후군 (tumor lysis syndrome)을 예방하기 위해 알로퓨리놀 (allopurinol)이 처방되기도 한다.

## 역사
1993년 출간된 연구 논문에서 처음 CHOP을 다뤘으며, 이 논문은 m-BACOD, ProMACE-CytaBOM, MACOP-B 같은 다른 항암제 요법과 CHOP의 효과를 비교하였다. 그 결과 CHOP은 가장 독성이 적으면서 비슷한 효과를 가진 약으로 판명났다.

## 같이 보기
- 항암제
- 림프종